# Eguinaire Baron

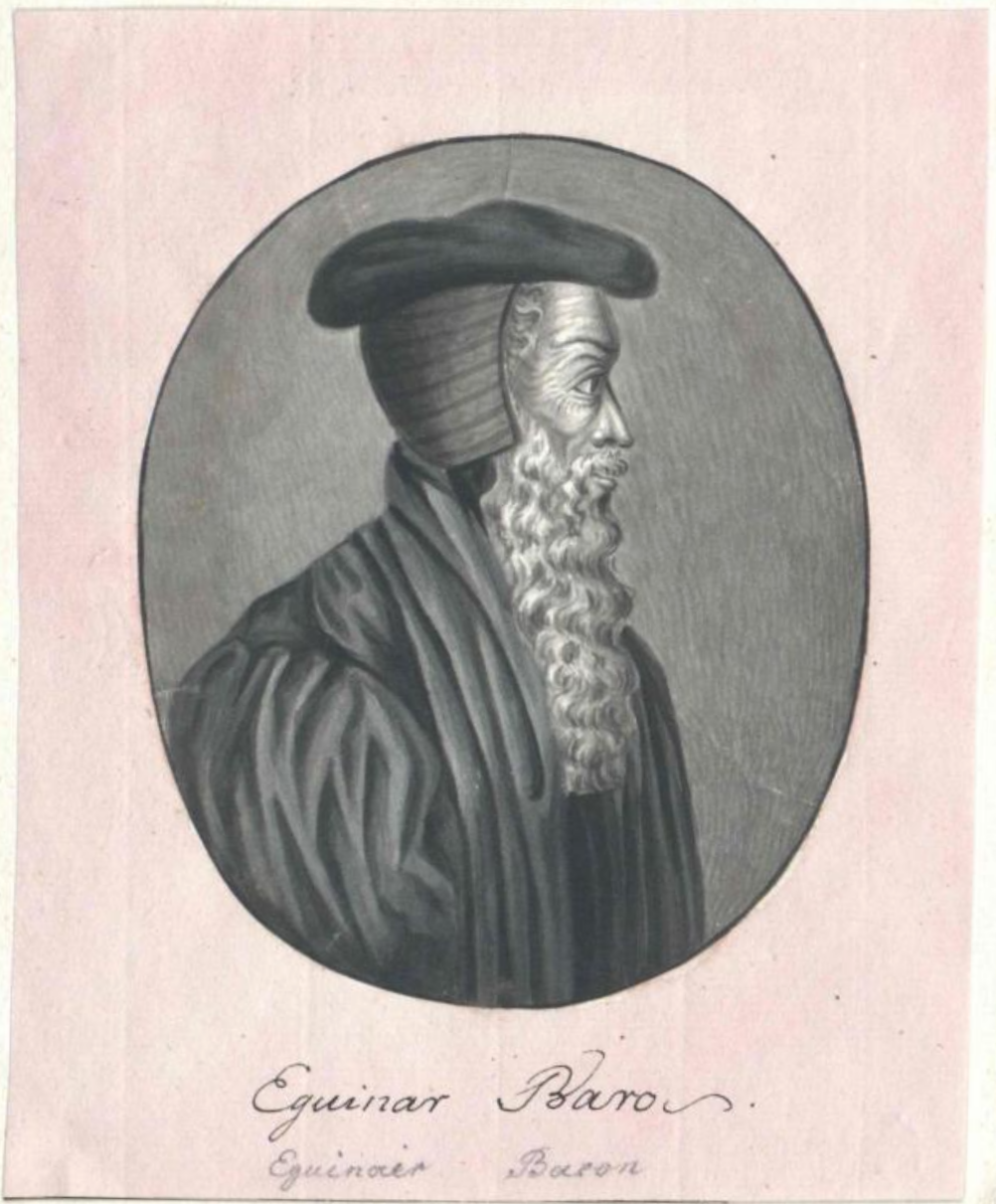
Eguinaire Baron (Druckgrafik in der österreichischen Nationalbibliothek; Datierung: 16.–19. Jahrhundert)

Eguinaire François, Baron de Kerlouan, kurz: Eguinaire Baron, deutsch: Eginhard Baro, oder auch nur Baro (* 1495; † 1550 in Bourges), war ein französischer Jurist. Er gilt als ein Wegbereiter der humanistischen Rechtswissenschaft in Frankreich. Er machte sich besonders verdient um die kritische Exegese der gemeinrechtlichen Rechtsbücher bzw. deren Aufarbeitung im menschlichen (humanistischen) Sinne.

## Leben

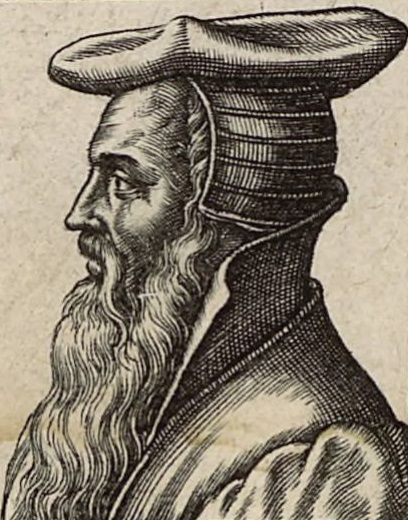
Eguinaire Baron in: Pourtraictz de plusieurs hommes illustres qui ont flory en France depuis l’an 1500 jusques à présent, 1601.

Baro entstammte einer bretonischen Adelsfamilie de Kerlouan. In Poitiers, Paris, Orléans und Bourges studierte er Jura. In letzterem Ort war er Schüler des Andrea Alciato. In Angers lehrte er seit 1538 Jura und seit 1542 in Bourges, jeweils mit großem Erfolg bzw. führender Stellung. In Bourges traf er auf Duaren, der Baro hinsichtlich „klassischer Gelehrsamkeit, Rechtskenntnissen und schriftstellerischem Talent“ weit voraus war. Wie Duaren benützte Baro ältere Literatur in Sachen Rechtserläuterungen. Zwischen den zunächst noch gleichgesinnten Duaren und Baro entstand bald ein heftiger Streit. Baro hatte in einer eigenen Vorlesung beabsichtigt, einen 1545 erschienenen Kommentar des portugiesischen Juristen Antonius Govea und eine Abhandlung Duarens zu widerlegen. Goave antwortete sehr spöttisch, Duaren verfasste (unter dem Pseudonym Ambrosius Letus) unter dem Deckmantel einer Verteidigungsschrift eine üble Schmähschrift gegen Baro. An dem Streit beteiligten sich auch die weiteren Mitglieder des Lehrkörpers und die gesamte Studentenschaft. Baro präsentierte sich vor Hugo Donell, um ihn als Vertrauenspartner zu gewinnen, als vermeintlichen Anhänger der Reformation. Donell erkannte aber die Täuschung Baros als religiöse Heuchelei. Duaren verließ im Verlauf des Streits nach neunjähriger Lehrtätigkeit im Jahr 1547 die Universität.
Am 12. März 1549 promovierte François Baudouin unter Baro. Baudouin stand zunächst auf Baros Seite, zerstritt sich nach seiner Etablierung aber mit ihm.
Neben Duaren, Alciat, Connan und Corsa zählt Baro zu den Wegbereitern der humanistischen Rechtswissenschaft in Frankreich.
„Als erster“ nahm Baro Bezug auf das ius gallicum, die „damals noch spärliche königliche Gesetzgebung“ und auf das italienische („heimische“) Gewohnheits- und Statuarrecht.
Baro setzte sich beispielsweise mit der väterlichen Gewalt gegenüber ihren Kindern auseinander. Er behauptete damals, die väterliche Gewalt habe seinerzeit in Frankreich, einschließlich Paris, wie nach römischem Recht bestanden. Die Behauptungen Accursius’ und anderer Italiener, dass es die Patria potestas (väterliche Gewalt nach römischem Recht) in Frankreich nicht gegeben habe, wies er zurück, insofern sie das französische Gewohnheitsrecht („Coutumes“) nicht gekannt hätten. Die väterliche Gewalt werde auf eine dem römischen Recht unbekannte Art und Weise aufgehoben, was diesen Eindruck vermittelt habe, es gäbe sie nicht.

„Eguinario Barone Leonensi Iurisconsulto Clarissimo Doctori Iuris Civilis In Schola Biturigum. Et Iurisprudentiae Instauratori Qui Supersite Uxore Et Liberis Obiit XI Kal. Sept. Anno M.D.L. Cum Vixisset Annos Circiter LV Franciscus Duarenus Collega Pietatis Et Officii Causa Posuit.“

„Eguinario, Baron von Leon, Rechtswissenschaftler und berühmtester Doktor des Zivilrechts an der Schule der Biturigen. Der Erneuerer der Rechtswissenschaft, der seine Frau und seine Kinder hinterließ, verstarb am 11. September 1550. Von Franciscus Duarenus seinem frommen Kollegen, der 55 Jahre lebte, aus Pflichtbewusstsein geschaffen“

Baro starb im Jahr 1550, im Alter von Mitte 50 Jahren. Die Angaben über das genaue Datum seines Todestages gehen weit auseinander, sind sich aber über das Jahr 1550 einig. Duaren, der nach Baros Tod nach Bourges zurückgerufen wurde, sprach dem seinerzeit berühmten und bei Schülern außerordentlich beliebten Baro eine öffentliche Lobrede. Obwohl sich Duaren und Baro zu Lebzeiten wahrscheinlich nicht versöhnt hatten, ließ Duaren Baro ein marmornes Grabmal mit einer von ihm selbst verfassten Inschrift schaffen.

## Werke (Auswahl)
- Eguinarii Baronis Iureconsulti, Ad ta prota Digestorum seu Pandectarum ab Iustiniano Caesare editarum, perpetui commentarii, 1548. (Online)
- Eguinarii Baronis Iurecons. Ad digesta sev Pandectas manualium libre septum, 1557. (Online)
- Institutionum civilium ab Justiniano caesare editarum libri IIII. 1550. (Online)